# Zbigniew Żurek
Zbigniew Żurek (ur. 12 stycznia 1983) – polski siatkarz, grający na pozycji przyjmującego.
Piłkę siatkową zaczął uprawiać w szóstej klasie szkoły podstawowej za namową starszego brata. Karierę sportową rozpoczynał w WKS-ie Wieluń, gdzie jego pierwszym trenerem był Robert Majtyka.
Potem grał w AZS-ie Opole i AZS-ie Częstochowa. W barwach częstochowskiego klubu wywalczył trzykrotne mistrzostwo Polski juniorów oraz srebrny i brązowy medal mistrzostw kraju w tej kategorii. Następnie został zawodnikiem BBTS-u Bielsko-Biała, z którym awansował do Polskiej Ligi Siatkówki.
Obecnie jest graczem I-ligowej Avii Świdnik.